# Leverkusen
Leverkusen er en by i den sydlige del af den tyske delstat Nordrhein-Westfalen. Den har omkring 161.000 indbyggere (2009), et areal på 78,85 km². Leverkusen er kendt som hjemsted for den store kemi- og lægemiddelindustri Bayer AG.

## Geografi
Byen ligger på Rhinens højre bred lidt nord for Köln på flodens modsatte side. Foruden Köln er også Bergisch Gladbach en naboby.

## Historie
Den første bebyggelse på byens område kom på 1100-tallet. Disse områder tilhørte grevskabet og senere hertugdømmet Berg. I 1815 kom området under Preussen og blev en del af Provinz Jülich-Kleve-Berg, fra 1824 en del af Rhinprovinsen. I 1815 var den et lokalt centrum, i 1819 kom området under Solingen. I 1857 blev Neukirchen, Hitdorf og Opladen byer. I 1862 etablerede apotekeren Carl Leverkus en fabrik i nærheten af Gemeinde Wiesdorf ved Rhinen. Området kaldte han Leverkusen efter familiens bosted.
Bayer AG har domineret byens moderne historie. Bayer AG etablerede sig i byen ved at købe Dr. Carl Leverkus & Sons i 1891 – Bayer begyndte at bruge navnet Leverkusen på fabriksområdet for et postkontor. Den preussiske statsbane grundlagde i 1803 Eisenbahn-Hauptwerkstätte Opladen, som frem til nedlæggelsen i 2003 var en af byens vigtigste arbejdsgivere.
1. april 1930 fik byen så sit officielle navn i forbindelse med at Schlebusch, Steinbüchel og Rheindorf blev slået sammen med Wiesdorf til én by – byen Leverkusen var skabt. Leverkusen som industriby voksede sig stærkere i de kommende år. Under anden verdenskrig var Bayer AG (I.G. Farben) en vigtig del af krigsindustrien, og byen blev bombet. Efter krigen blev byen genopbygget. I 1963 nåede Leverkusen 100.000 indbyggere og blev klassificeret som storby. I 1960 var byerne Hitdorf og Monheim blevet bydele i Leverkusen. I 1975 fulgte sammenlægningen med Opladen og Bergisch Neukirchen, som blev dele af Leverkusen.

## Trafik
Leverkusen har god forbindelse til det tyske motorvejsnet. Fra nordøst passerer A1 fra Hamborg – Bremen – Dortmund og videre mod Köln. Den krydses i Autobahnkreuz Leverkusen af A3 fra Arnhem i Holland og videre sydover mod Frankfurt am Main og Passau ved Østrigs grænse.
Byen passeres endvidere af to jernbanelinjer, som begge passerer Köln.
På ca. 30 minutter med bil når man også Flughafen Köln/Bonn, som også kaldes Konrad Adenauer Flughafen.

## Billeder
- Kirken i Rheindorf
- Bayer Kolonien
- Bayer-Hochhaus

## Personer
- Bärbel Dieckmann
- Carl Duisberg
- Danny Ecker
- Ulrich Haberland
- Fritz Jacobi
- Paul Janes
- Dietmar Mögenburg
- Detlef Schrempf
- Rudi Völler
- Wolf Vostell
- Werner Wenning